# Canot explosif MT
La désignation générique canot explosif fait référence à une série de bateaux d'assaut développés par la Regia Marina à partir de 1935 et utilisés pendant la Seconde Guerre mondiale. Au total, une centaine d'unités ont été construites parmi les différents types, les plus nombreuses étant désignées M.T.M., Motoscafo Turismo Modificato.

## Technique
Il s'agit d'une embarcation innovante, à divers titres.
La motorisation est très puissante pour l'époque, un moteur Alfa Romeo de 90 cv, dérivé d'une mécanique de compétition, confère à cette petite coque de 5,60 m une vitesse de pointe de 33 nœuds (environ 60 km/h), ce qui est un rapport poids-puissance encore très enviable, quatre-vingt ans plus tard, pour des embarcations de plaisance rapides destinées par exemple au ski nautique.
Le système de transmission est très particulier, une première pour l'époque. Le moteur est à l'intérieur de la coque (montage dit in-board) mais la transmission aux hélices se fait "en zigzag" à travers le tableau arrière via un double jeu d'engrenages coniques dans une embase orientable et relevable qui est très semblable à celles d'un moteur hors-bord. Ceci confère à l'embarcation une remarquable maniabilité (le pilote oriente directement le jet de l'hélice et non une pale de gouvernail). L'embase arrière est également relevable, pour permettre le passage par-dessus les filets de protection et les barrages flottants souvent utilisés pour protéger les unités militaires ancrées au port.
Ce type de montage a été repris après guerre avec beaucoup de succès commercial pour le marché de la plaisance sous diverses dénominations : Stern-Drive par la firme suédoise Volvo-Penta, Z-Drive par la firme Mercury-Kiekhafer ainsi que par son concurrent américain OMC Johnson-Evinrude, qui n'en cessa la production qu'après une guerre de brevets avec Mercury.
Les hélices sont du type contra-rotatives (deux hélices en tandem, tournant en sens inverse via un système d'engrenages), ce montage, classique sur les torpilles et certains avions de chasse de la 2° guerre mondiale annule les couples de renversement parasites et confère à l'embarcation une bonne stabilité de trajectoire tout en maximisant le rendement hydrodynamique du système de propulsion.
Il a été également repris pour le marché de la plaisance sur les motorisations les plus puissantes, d'abord par Volvo-Penta (appellation Duo-Prop) puis par des fabricants de hors-bords comme Suzuki, pour les plus puissants moteurs de leur gamme (300 cv et plus).
La survie du pilote est assurée (en principe, car il s'agit d'une entreprise à hauts risques) par une sorte de siège éjectable muni d'un radeau flottant qui permet au pilote de ne pas être tué par l'onde de choc de la charge explosive. La coque est conçue pour se casser en deux et couler à l'impact, la détonation de la charge en profondeur, sous la quille, étant bien plus dommageable pour la structure d'un navire qu'une explosion en surface.

## Histoire
Il a été utilisé dans plusieurs actions de guerre de la Seconde Guerre mondiale, qui n'ont pas toutes été couronnées de succès. Le plus sensationnel est le naufrage du croiseur britannique HMS York (90), dans la rade de Souda sur l'île de Crète (Raid de la baie de La Sude), dans la nuit du 25 au 26 mars 1941, par six petites embarcations sous le commandement du lieutenant de vaisseau (tenente di vascello) Luigi Faggioni, qui a également coulé un pétrolier de 8 000 tonneaux de jauge brute, le Pericles. Moins chanceuse, en avril 1941, fut l'attaque de Malte où 18 marins et raiders italiens du X Mas perdirent la vie.
Une action contre le destroyer français Trombe a été menée quelques jours avant la fin de la guerre par le sous-capitaine Sergio Denti de la Regia Marina, qui a ensuite rejoint le Decima Flottiglia Mas de Junio Valerio Borghese.
Dans la même guerre, les Allemands et les Japonais ont également utilisé des moyens similaires, respectivement le Linse et le Shin'yō ; le type japonais prévoyait le suicide du pilote dans la réalisation de l'objectif.
Différents moyens, à utiliser dans les attaques contre les unités stationnaires, étaient les Siluro a lenta corsa (maiale), ou torpilles à course lente, protagonistes de la célèbre attaque contre les cuirassés HMS Queen Elizabeth et HMS Valiant dans la baie d'Alexandrie. Les Japonais utilisaient également des kaiten, mais leur vitesse les rendait capables de toucher des cibles mobiles.

## Opération
Le pilote était assis à l'extrémité arrière sur un petit siège cantilever, pour faciliter la sortie de l'embarcation après l'attaque. En fait, la charge explosive, une cartouche cylindrique contenant 300 kg de Tritolital, a été placée dans un compartiment à l'avant.
Après avoir identifié la cible, à une distance d'environ 500 mètres, le pilote lance le bateau à vitesse maximale vers le centre du navire ennemi. Avant de se mettre à l'eau, il verrouille le gouvernail du bateau. Le bateau, heurtant la coque de la cible, coule, armant ainsi le détonateur de la charge explosive. La détonation de l'appareil a lieu à une certaine profondeur, afin d'obtenir le plus grand dommage pour l'unité navale ennemie touchée.
Bien que d'un usage extrêmement dangereux, les MTM italiens n'étaient pas des armes-suicide comme leurs équivalents japonais. Ainsi, le siège du pilote, à l'extrémité arrière, comportait un système d'éjection et surtout un radeau flottant permettant à l'opérateur de surnager avec le corps presque entièrement hors de l'eau, condition indispensable à sa survie. En effet, l'eau étant incompressible, l'onde de choc créée par l'explosion de la charge de combat aurait immanquablement tué de façon atroce un nageur presque entièrement immergé, comme un poisson tué dans une pêche à la dynamite (illégale). Témoin de cette différence de doctrine d'emploi avec les Shin'yo japonais, les nageurs de combat qui participèrent à l'attaque du croiseur HMS York en Crète survécurent tous et lors de la sanglante attaque du major Tesei sur Malte, les opérateurs de MTM furent tués par l'action d'une vedette de défense portuaire.

## Variantes de canots explosifs
- M.A. - Motoscafo d'Assalto[1].

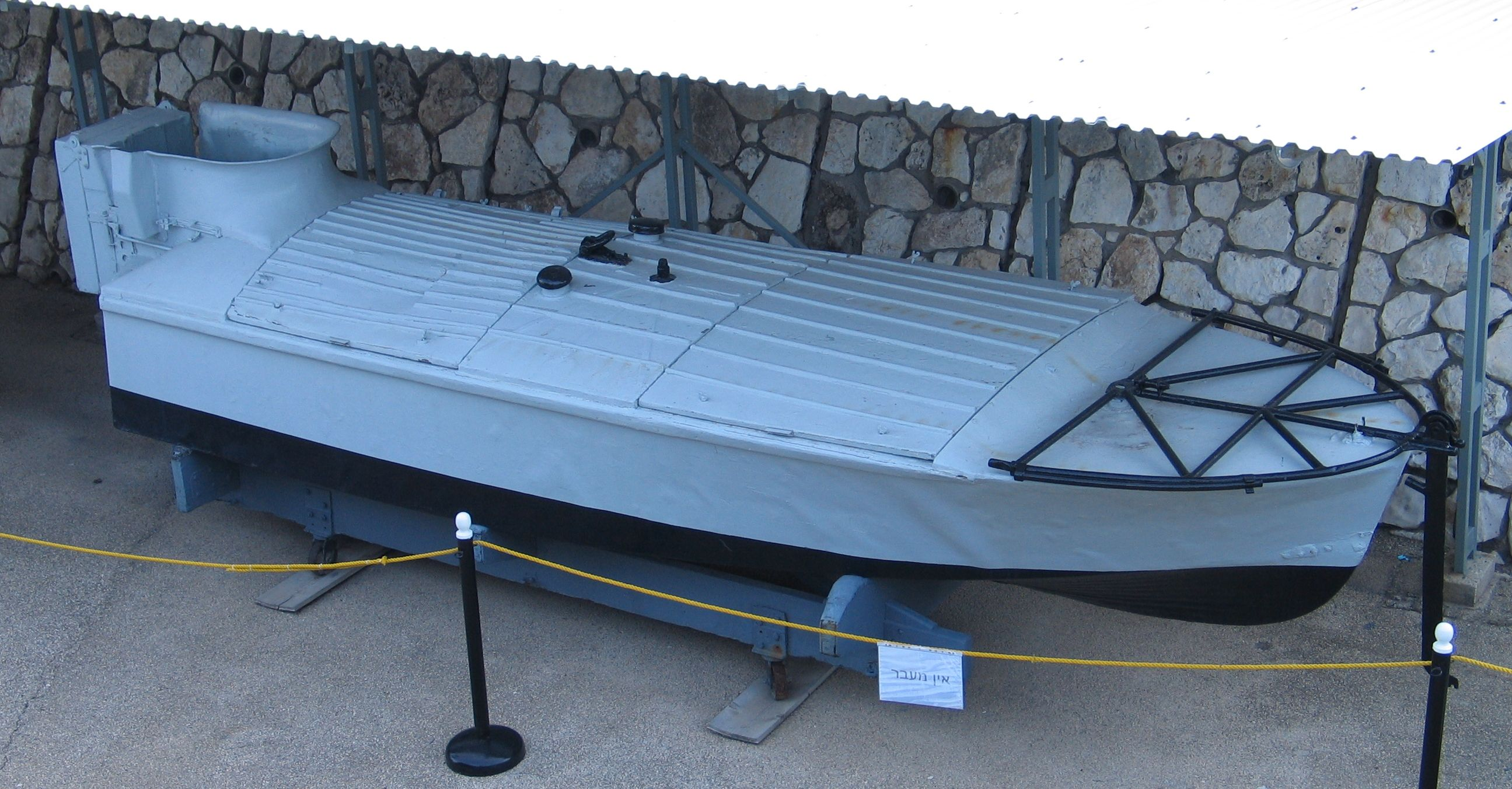
Un MTM conservé au musée de Haifa.

- M.A.T. - Motoscafo Avio Trasportato[1].
- M.T.M. - Motoscafo Turismo Migliorato/Modificato, la serie principale[1].
- M.T.R. - Motoscafo Turismo Ridotto[1].
- M.T.R.M. - Motoscafo Turismo Ridotto Modificato[1].

## Filmographie
- Siluri umani - film (1954) d'Antonio Leonviola, reconstituant l'attaque sur la baie de Sude.